# 盤龍鏡

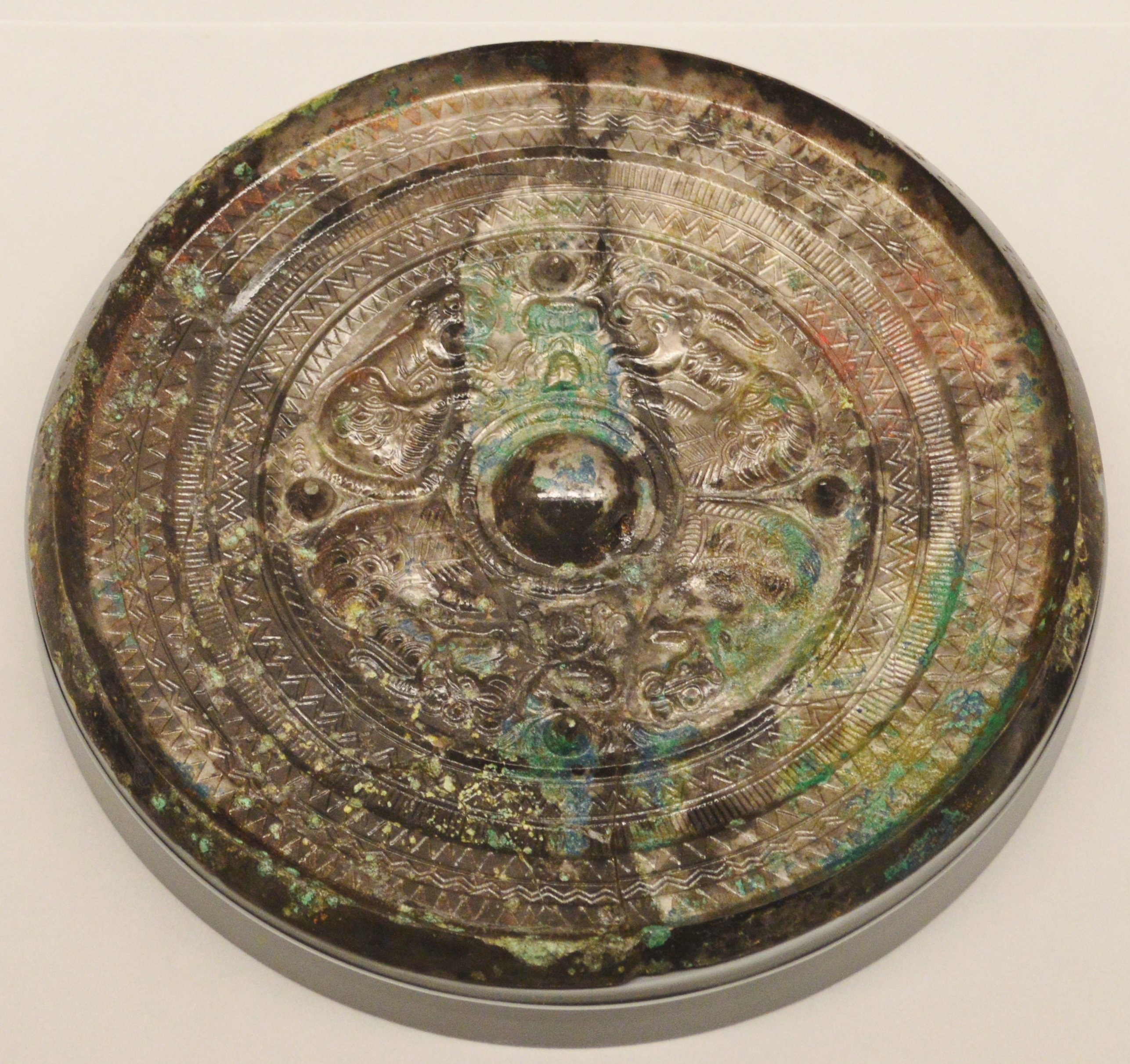
雪野山古墳から出土した盤龍鏡

盤龍鏡（ばんりゅうきょう）は、古墳時代の鏡の一種。銅鏡の鏡式のひとつである。

## 概要
盤龍鏡は、中央の鈕の下から龍と虎の胴体が表れるように半肉彫りで表現された、いわゆる盤龍紋を主要な紋様とする古代の鏡である。この意匠の特徴から「龍虎鏡」とも呼ばれている。また、龍が一頭だけのものや、三頭のものもあり、龍の数に因んで一頭式、二頭式、三頭式と表現される。龍の模様のほかに周囲には銘文がめぐっており、陳是がこの鏡を製作した。陳是という名前で記されているが、師匠への敬意や価値をつけてもらうための模倣品としての記述であるものもある。この鏡を保有する者は高位に就き、富に恵まれるといった内容が記されている。他の例では、「龍は魂を天界に運び、龍は悪鬼を食らう」という意味を持つともいわれている。海獣葡萄鏡や伯牙弾琴鏡などと並び、唐時代の鏡の典型の一種である。

## 製作
盤龍鏡は日本列島で作られたか、中国大陸で作られたのか定かではない。日本列島で作られた側の意見は、下記のことが挙げられる。
- 『魏志倭人伝』には景初3年（239年）に卑弥呼が遣使し銅鏡を100枚おくると記載されているが、日本では500枚ほど見つかっている[4]。

- 中国大陸や朝鮮半島からは、盤龍鏡や広義である三角縁神獣鏡に似たものは出土していない[4][5]。

- 京都府福知山市広峯15号墳で出土した景初四年盤龍鏡だが景初四年は存在しないことから日本列島で作られた証拠である[4]。

- 京都府福知山市広峯15号墳で出土した景初四年盤龍鏡の銘文は、陳・公・寿・公は左右逆字、孫は偏と旁が逆になって記載されている[6]。また銘文にある吏人と母人で男女それぞれの人生目標を述べたものは中国大陸ではない[7]。男に関する部分を記載しなかったのは京都府福知山市広峯15号墳の埋葬者が女性だからである[8]。

中国大陸で作られた側の意見は下記のことが挙げられる。
- 魏は卑弥呼へ景初三年に銅鏡100枚おくることを約束したが、急に100枚も作るのは到底無理な話であり、また中国大陸では1つの型で5枚までしか作らない。そのため時間がかかることを考慮し景初四年と記述した[4]。

- 広義である三角縁神獣鏡が日本列島で作られたとするには、日本列島で間違いなく製作された鏡との差異が大きすぎる。日本列島の鏡製作の伝統とは隔絶された日本列島以外の地で製作されたはずである[9]。

- 魏の皇帝の制詔には「汝の好物を賜うものなり」とあるから、鏡は特注品である[10]。そのため中国大陸では出土しない。また邪馬台国は魏晋時代に4、5回使いを派遣しておりその度に100枚の鏡を賜れば総計で4、500枚になる[11]。

## 出土地
日本列島では、主に古墳時代前半の古墳、とくに前方後円墳で出土している。主な出土地に以下の古墳がある。
- 長法寺南原古墳（京都府長岡京市）
- 広峯15号墳（京都府福知山市）
- 垣内古墳（京都府園部町）
- 西車塚墳（京都府八幡市）
- 椿井大塚山古墳（京都府木津川市山城町）
- 久里双水古墳（佐賀県唐津市）
- 雪野山古墳（滋賀県近江八幡市）
- 諏訪台48号墳（千葉県市原市）

また、中国では、華北地方から東北地方にかけて集中的に分布している。